# Longplay
Longplay је пети албум сарајевске групе Плави оркестар. Ово је први албум после ратова на простору бивше СФРЈ. Највећи хитови са овог албума су Од рођендана до рођендана и Ако су то само биле лажи. Изашао је 1998. године. 

## Позадина
Између 1992. и 1997. Саша Лошић се преселио из Сарајева у Љубљану и почео је да ради као дизајнер и маркетиншки стручњак. Тих година није одустајао од музике те је радио на албуму Радета Шербеџије заједно са Влатком Стефановским и другим музичарима, као и на ТВ серији Театер Парадижник Бранка Ђурића Ђуре и филму Outsider.
Лоша је 1996. године сарађивао са Северином на албуму Моја ствар на песми "Од рођендана до рођендана" (која ће се на овом албуму појавити са потпуно другачијим аранжманом и текстом). Исте године Кроација Рекордс издаје компилације Everblue са великим хитовима Плавог оркестра.  
Године 1997. Лоша је заједно са словеначким колегом Зораном Предином компоновао песму "Збуди се", коју је отпевала Тања Рибич. Песма је те године освојила 10. место на Евровизији са 60 поена. Поред тога, Лоша је компоновао песму "Јагоде ин чоколада" за словеначки бенд Рок 'н' бенд, који је освојио 3. место на словеначком финалу за Евровизију. Песму ће препевати група Ђаволи из Сплита у години када је Longplay изашао, на албуму Space twist.

## О албуму
Групи се придружио гитариста Саша Залепугин, син истоименог водитеља ТВ Загреб. На албуму је гостовао Маријан Бркић из бенда Парни ваљак.
Албум је сниман пролећа 1998. године у Загребу, а миксован у Љубљани. Продукцију потписује Никша Братош. Албум садржи елементе музике Елвиса Ј. Куртовића, Сафета Исовића, Дина Мартина и Стинга. Највећи хит са овог албума је песма Ако су то само биле лажи.
Дана 25. маја 1998. године је одржан повратнички концерт групе у Крижанкма крај Љубљане.
Албум је праћен спотовима за Ако су то само биле лажи, Страже, Од рођендана до рођендана и Кад ти љубав име прозове.

## Списак песама
| №   | Назив                              | Трајање |  |
| 1.  | Ако су то само биле лажи           | 5:06    |  |
| 2.  | Кад ти љубав име прозове           | 4:08    |  |
| 3.  | Од рођендана до рођендана          | 4:09    |  |
| 4.  | Прије него одеш из живота мог      | 4:44    |  |
| 5.  | Живот је лијеп                     | 4:22    |  |
| 6.  | Линија живота                      | 4:38    |  |
| 7.  | Бисер                              | 4:13    |  |
| 8.  | Волио те тако други, дао драги Бог | 4:26    |  |
| 9.  | Страже                             | 4:32    |  |
| 10. | Пита                               | 3:49    |  |
| 11. | Бродови                            | 5:25    |  |
| 12. | Успомене                           | 5:20    |  |

## Пријем
Слободна Далмација је у својој рецензији је писала да је албум обојен носталгијом. Оцењен је са 5 звездица.

## Наслеђе
Ради потребе филма Гори ватра, Лошић је написао турску верзију песме Линија живота и изводи је Џандан Ерчетин.
На Сарајевском филмском фестивалу, Корд Џеферсон је отпевао песму Ако су то само биле лажи. Неколико година пре тога, Влада Дивљан са бендом Булдожер је отпевао хумористични препев под називом Ако су то само биле паре.

## Обраде
- Ако су то само биле лажи (Rocks групе Primal Scream[14] и Dance with the music групе Sly and the Family Stone)[21]